# 帕科希奇

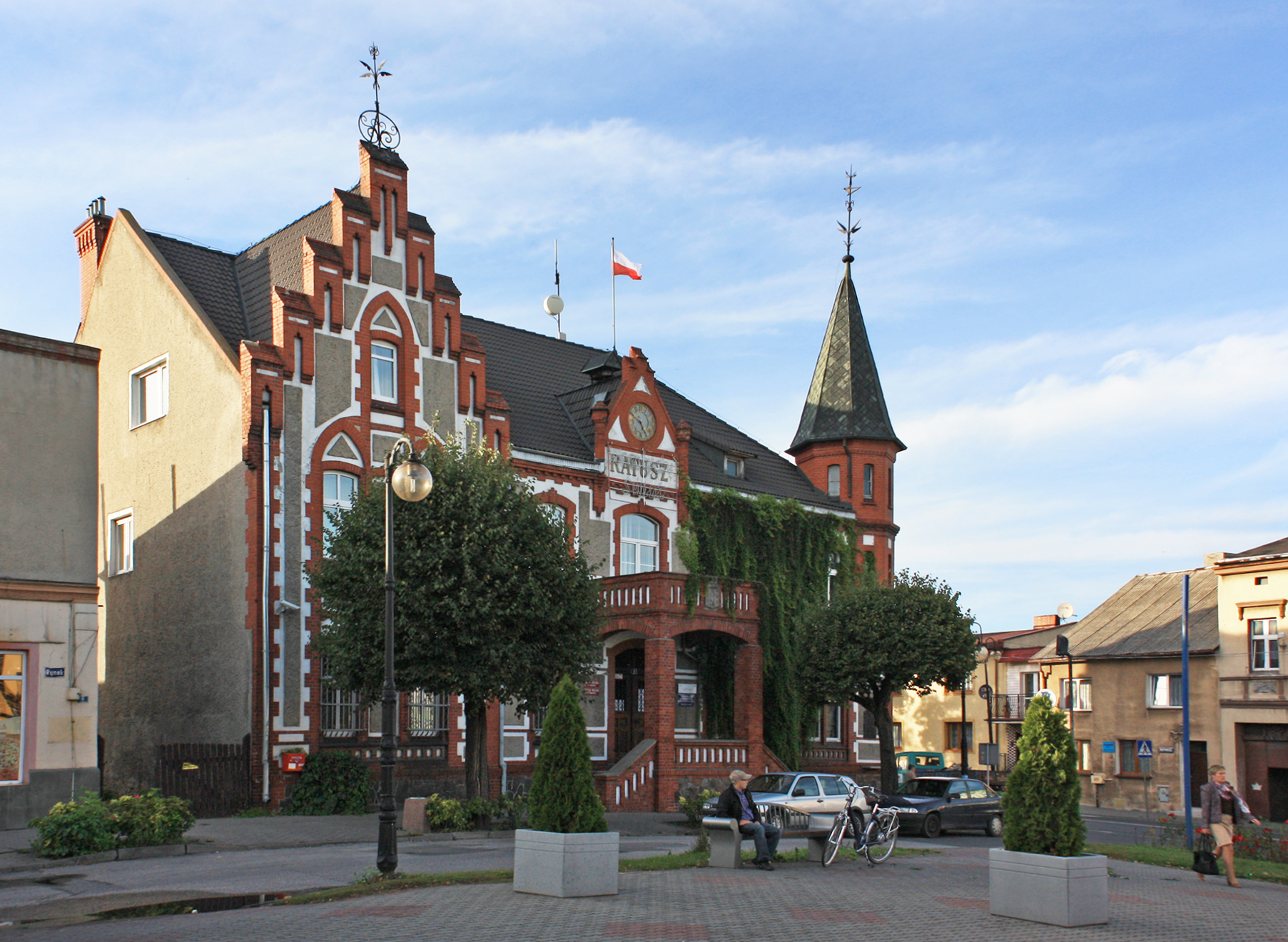

帕科希奇是波蘭的城鎮，位於該國中部，由庫亞維-波美拉尼亞省負責管轄，面積3.46平方公里，2006年人口5,789，人口密度為每平方公里1,700人。
52°48′N 18°05′E / 52.800°N 18.083°E